# Interrupce v Černé Hoře
Interrupce v Černé Hoře je na požádání během prvních deseti týdnů těhotenství legální. Mezi desátým a dvacátým týdnem těhotenství musí být potraty schváleny komisí a mohou být prováděny pouze ze zdravotních důvodů, pokud se očekává narození dítěte s vážným zdravotním postižením, pokud je těhotenství výsledkem zločinu nebo pokud by žena mohla čelit vážné rodinné okolnosti během těhotenství nebo po porodu. Mezi dvacátým a třicátým druhým týdnem musí být potraty schváleny etickou komisí a jsou povoleny pouze ze zdravotních důvodů nebo v případě vážných vad plodu; po třicátém druhém týdnu mohou být potraty povoleny pouze za účelem záchrany života těhotné ženy.
Žena musí za potrat provedený na požádání zaplatit a potraty lze provádět pouze ve zdravotnických zařízeních, která splňují určité minimální standardy. Pohlavně selektivní potrat je výslovně zakázán, stejně jako testování pohlaví plodu během prvních deseti týdnů těhotenství. V letech 2009–2011 byl však poměr mužů a žen při narození 109,8, což je abnormálně vysoké číslo, které podle zprávy Populačního fondu OSN naznačuje, že k pohlavně selektivním potratům dochází.
V roce 2010 byla míra potratů 6,3 potratů na 1000 žen ve věku 15–44 let.